# 弱虫
『弱虫』（よわむし）及び『弱虫日記』（よわむしにっき）は、1998年から2004年にかけて『月刊プリンセス』に連載されていた穂月想多作の漫画。単行本は全4巻。

## 登場人物
山田 花丸（やまだ はなまる）

山田 弱虫（やまだ よわむし）

山田 強虫（やまだ つよむし）

## 単行本
- 弱虫 1998年9月20日発行 (ISBN 4253073492)
- 弱虫2 1999年11月25日発行 (ISBN 4253073506)
- 弱虫3 2001年6月10日発行 (ISBN 4253073700)
- 弱虫日記 2005年5月15日発行 (ISBN 4253192327)